# The Losers: Drużyna potępionych
The Losers: Drużyna potępionych (ang. The Losers) – amerykański film sensacyjny z 2010 roku w reżyserii Sylvaina White’a.

## Fabuła
Pięciu komandosów zostaje wysłanych do Boliwii. Wpadają tam w pułapkę, którą zastawił na nich tajemniczy Max (Jason Patric). Uświadamiają sobie, że zostali zdradzeni, a przełożeni wysłali ich na śmierć. Starannie planują odwet. Przyłącza się do nich agentka Aisha (Zoe Saldana).

## Obsada
- Jeffrey Dean Morgan jako pułkownik Franklin Clay
- Idris Elba jako William Roque
- Zoe Saldaña jako Aisha al-Fadhil
- Chris Evans jako Jake Jensen
- Columus Short jako Linwood „Pooch” Porteous
- Óscar Jaenada jako Carlos „Cougar” Alvarez
- Jason Patric jako Max
- Holt McCallany jako Wade Travis
- Peter Macdissi jako Vikram